# Superliga da Colômbia de Futebol de 2019
Superliga da Colômbia de 2019, também conhecida oficialmente como Superliga Águila 2019, foi a oitava edição do torneio. Uma competição colombiana de futebol, organizada pela Divisão Maior do Futebol Colombiano (DIMAYOR) que vai reunir as equipes campeãs da Liga Águila I (Apertura) e Liga Águila II (Finalización) do Campeonato Colombiano do ano anterior. A competição foi decidida em dois jogos, disputados em 23 e 27 de janeiro.
O Junior de Barranquilla corou-se campeão pela primeira da Superliga depois de vencer por 3–0 nos pênaltis o Deportes Tolima, após um 2–2 no placar agregado dos dois jogos.

## Participantes
| Clube           | Cidade       | Classificação                                              | Participação |
| --------------- | ------------ | ---------------------------------------------------------- | ------------ |
| Deportes Tolima | Ibagué       | Campeão da Liga Águila I do Campeonato Colombiano de 2018  | 1ª           |
| Junior          | Barranquilla | Campeão da Liga Águila II do Campeonato Colombiano de 2018 | 2ª           |

## Partidas

### Primeiro jogo
| 23 de janeiro de 2019 | Junior de Barranquilla | 1 – 2     | Deportes Tolima | Estádio Metropolitano Roberto Meléndez, Barranquilla |
| 19:45 (UTC−5)         | Díaz 9'                | Relatório | Pérez 14', 44'  | Público: 15 599 Árbitro: Carlos Betancur             |

### Segundo jogo
| 27 de janeiro de 2019 | Deportes Tolima | 0 – 1     | Junior de Barranquilla | Estádio Manuel Murillo Toro, Ibagué    |
| 15:00 (UTC−5)         |                 | Relatório | Ruiz 90+2'             | Público: 15 000 Árbitro: Mario Herrera |

|                          |       | Penalidades              |  |
| Mosquera Robles Gordillo | 0 – 3 | Hernández Cantillo Pérez |  |

## Premiação
| Superliga da Colômbia de 2019               |
| ------------------------------------------- |
| Junior de Barranquilla Campeão (1.º título) |